# Sporty Girls (2017)
Sporty Girls, auch bekannt unter dem Titel Sandra’s Sporty Girls, ist ein britischer Pornofilm aus dem Jahr 2017, der ausschließlich lesbische Sexualität zeigt. Produziert wurde der Streifen von Viv Thomas, die Veröffentlichung erfolgte direkt auf DVD (Direct-to-Video). Für den Vertrieb in Großbritannien zeichnete Erigo Distribution verantwortlich und für den Vertrieb in den USA Girlfriends Films; den weltweiten Vertrieb via Video-on-Demand übernahm Adult Empire.

## Handlung
Im Kern handelt es sich bei Sporty Girls um einen Episodenfilm, der in vier kurzen Geschichten stets lesbische Sexualität zeigt. Wiederkehrende Elemente sind dabei u. a. Zungenküsse und Cunnilingus, letzteres teilweise in der Variante Neunundsechzig.
In der ersten, knapp 25 Minuten langen Episode The Rivalry interagieren Chelsy Sun und Nancy A miteinander. Regisseurin Sandra Shine hat hier einen Cameo-Auftritt als Fitnesstrainerin, die mit den beiden Darstellerinnen auf einen Fitnesslauf durch Budapest geht. Die erotische Handlung setzt anschließend in der Umkleidekabine ein, als die beiden wieder ohne Trainerin sind. Auslöser ist eine echte oder vermeintliche Eifersucht der einen auf die positive Reaktion Sandra Shines auf die andere.
Die zweite, erneut knapp 25 Minuten lange Episode The Trainer spielt im Inneren eines Fitnessstudios – Nataly Gold ist die Trainerin und geht mit Ginger Fox die Übungen durch. Während Gold Fox beim Workout zuschaut, wird sie dadurch so erregt, dass sie ihre Fitnessschülerin zu küssen beginnt, was im weiteren Verlauf zu sexuellen Handlungen führt.
In der dritten, exakt 25 Minuten langen Episode The Skater will Brandy Smile Zafira das Inlineskaten beibringen. Dieser Teil ist vergleichsweise kurz, da Zafira stürzt und sich den Knöchel verstaucht. Smiles Versuch, die Verstauchung mit einem Eisbeutel zu behandeln, führt aufgrund der zarten Berührungen wie auch zuvor zu lesbischer Intimität.
In der vierten und abschließenden, mit knapp über 20 Minuten auch kürzesten Episode The Boxer beschäftigen sich Erika Korti und Luna Corazon zu Beginn mit einem Boxsack und einer Kickbox-Übung. Was auf den ersten Blick wie ein Überraschungstreffer aussieht, der Korti zu Boden schickt, entpuppt sich in Wahrheit als Trick, Corazon erst zu küssen und dann zu verführen.